# Sibirien
För andra betydelser, se Sibirien (olika betydelser).
Sibirien (ryska: Сибирь/Sibirʹ) är ett vidsträckt geografiskt område som utgör större delen av norra Asien. Det motsvarar den största delen av – alternativt hela – Ryssland öster om Uralbergen. Endast Rysslands östligaste delar, det ryska Fjärran östern nära Stilla havet, brukar frånräknas. Ibland inkluderas delar av nordligaste Kazakstan.
Sibirien är ungefär 13,1 miljoner km² stort, men det bor endast cirka 3 invånare per km² i området. Den största staden är Novosibirsk.

## Etymologi
Den nutida namnet Sibirien finns dokumenterat vid tiden när det Tsarryssland erövrade Sibirkhanatet på 1500-talet. Namnets ursprung är omstritt. Vissa anser det härstammar från ett turkiskt språk, där ursprungsordet skulle betyda "det sovande landet". Andra, bland andra Pamela Kyle Crossley, professor i historia vid Dartmouth College, menar att det var ryssarna som döpte området efter det kinesiska folkslaget Sibe (Xibe). Den polske historikern Chyliczkowski har föreslagit att namnet ska härröra från det protoslaviska ordet för "nord", (север, sever) och därmed ha samma rot som den historiska regionen Severien.

## Historia

### Förhistoria
Sibirien är paleontologiskt intressant eftersom marken innehåller kroppar av djur från Pleistocen tid som bevarats väl i permafrosten. Bland annat lämningar av grottlejon, ullhårig mammut – till exempel mammuten Yuka –, ullhårig noshörning, bison och hästar har hittats.
De Sibiriska trapporna är ett stort område i centrala Sibirien, där cirka 2 miljoner kvadratkilometer täcks av stora avlagringar av basalt, en bergart av vulkaniskt ursprung. Området bildades för drygt 250 miljoner år sedan i övergången mellan de geologiska tidsåldrarna perm och trias. Vulkanutbrotten sammanfaller i tid med det största massutdöendet i jordens historia, Perm–trias-utdöendet, då 90 procent av alla då existerande djurgrupper dukade under.

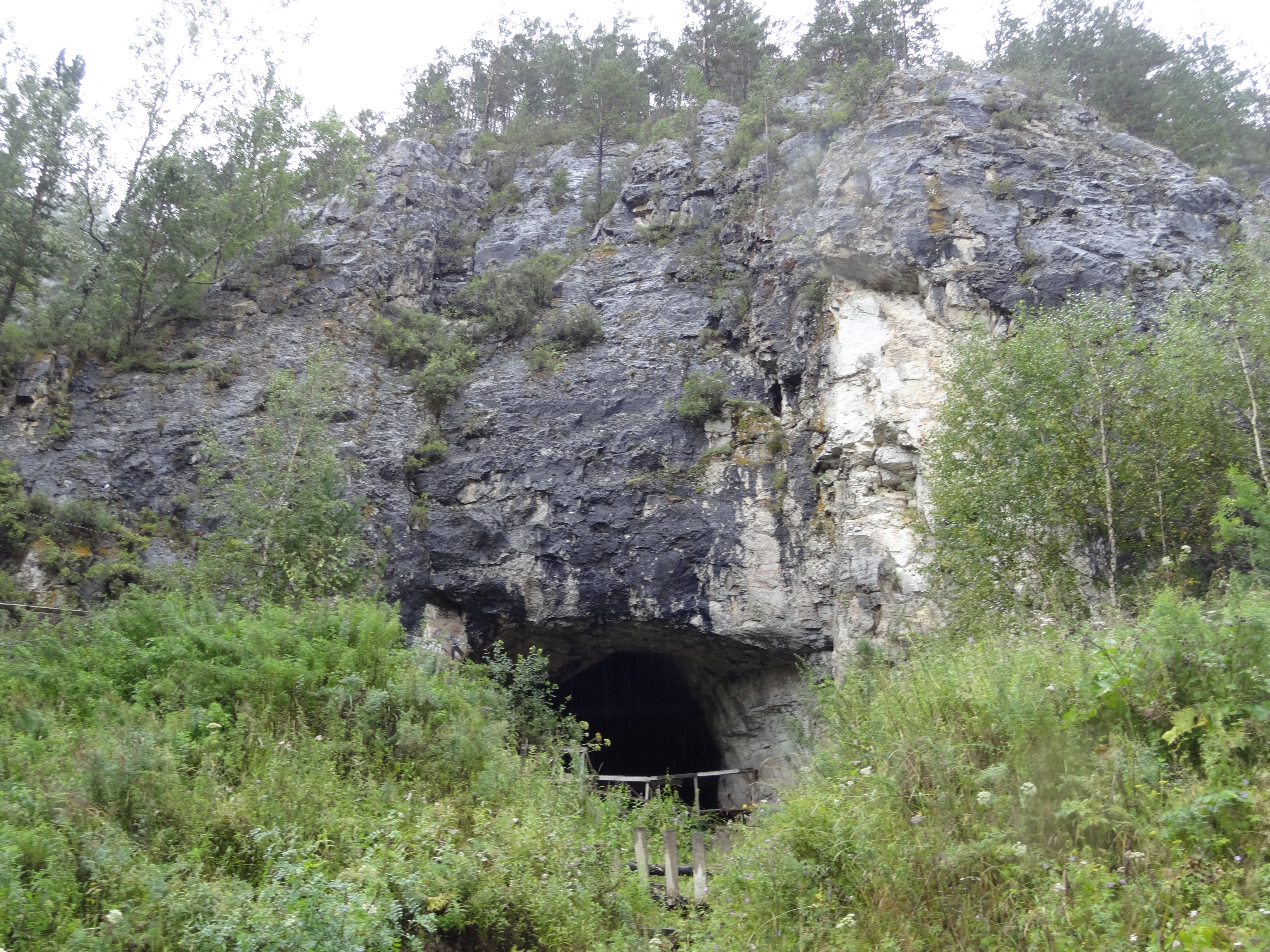
Denisovagrottan i Altaj kraj år 2013.

Människor har funnits i Sibirien i minst 45 000 år. För 40 000 år sedan fanns åtminstone tre arter av människor i området, Homo sapiens, Homo neanderthalensis och Denisovamänniskan. Det finns tecken på korsning mellan neandertalmänniskor och Homo sapiens som är 45 000 år gamla.

### Medeltiden

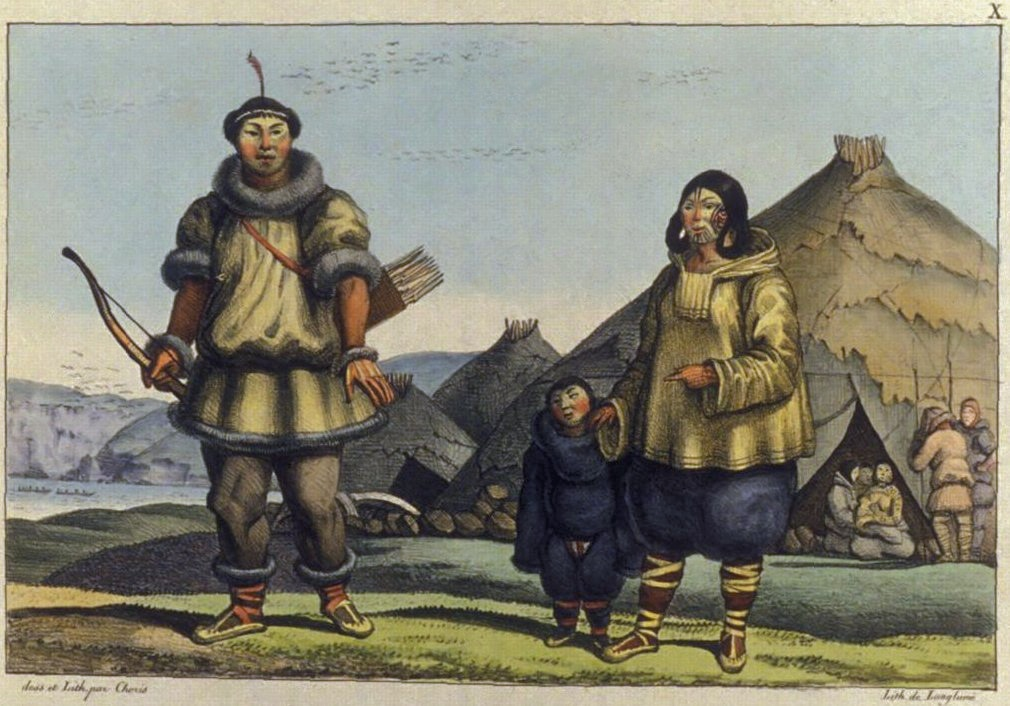
Tjuktjer, ett av många folkgrupper som räknas som ursprungsfolk i Sibirien. En representativ familj enligt den tysk-ryske målaren och utforskaren Louis Choris (1816).

Under det gångna millenniet har många olika nomadfolk bebott delar av Sibirien - bland annat entserna eller jenisejsamojederna, nentserna eller juraksamojederna, hunnerna, xiongnu-folket, skyterna och uigurerna. De protomongoliska khitanerna har också befolkat regionen. På 630-talet ska khanen av Sibirien ha verkat i närheten av det nutida Tobolsk (i länet Tiumen oblast) och utnämnt Kubrat som khagan för det Storbulgariska riket. På 1200-talet, under Mongolväldets tidevarv, erövrade mongolerna stora delar av Sibirien.

Kartan över Sibirienvägen, på 1700-talet (grön) och under tidigt 1800-tal (röd).

När den Gyllene horden upplöstes bildades det autonoma Sibirkhanatet i slutet av 1400-talet. Turkisktalande jakuter flyttade in söderifrån från området runt Bajkalsjön under trycket från mongolstammarna från 1200-talet fram till 1400-talet. Sibirien förblev dock sparsamt befolkat. Historikern John F. Richards har menat att "... det är tveksamt om invånarantalet totalt i det tidiga, moderna Sibirien någonsin översteg 300 000 invånare".

### 1500- till 1800-talet
Ryssar började kolonisera Sibirien i slutet av 1500-talet efter att ha besatt Sibirkhanatet 1598. Lite över 50 år senare hade ryssarna gått genom hela Sibirien. Den förste ryske utforskare, Ivan Moskvitin, nådde Stilla havets kust i augusti 1639. Efter detta grundades byn Ochotsk (rys. Охотск) som är Rysslands första bosättning vid Stilla havet.
Det växande Moskvariket började underminera Sibirkhanatet från väster på 1500-talet. Först kom handelsmän och kosacker, men den ryska armén etablerade sig efterhand allt längre österut för att skydda bosättare som migrerat från europeiska delen av Ryssland. Städer som Mangazeja, Tara, Jenisejsk och Tobolsk grundades. Tobolsk blev från 1590 ett slags huvudstad för Sibirien. Vid den tiden var Sibir namnet på ett fort vid Qashlik, i närheten av Tobolsk. Den nederländske kartografen Gerardus Mercator markerade på en karta publicerad 1595 både bosättningen vid floden Ob och omgivande territorier vid Obs västliga biflod med namnet Sibir. Enligt andra källor härrör namnet Sibirien från siberna, ett tungusiskt folk som bjöd  våldsamt motstånd vid den ryska expansionen österut, där Sibirien skulle vara en russifiering av etnonymen.
I mitten av 1600-talet hade Ryssland tagit kontroll österut ända bort till Stilla havet. Cirka 230 000 ryssar beräknas ha bosatt sig inom Sibirien fram till 1709. Sibirien blev då ett område dit ryssar som sattes i exil förvisades.
Under Nikolaj I befor general Muravjov Amurfloden och anlade på eget bevåg ryska befästningar där. Amurområdena inkorporerades definitivt med Ryssland genom fördrag med Kina 1858 och 1860.
Den transsibiriska järnvägen byggdes mellan 1891 och 1916. Den knöt Sibirien tätare till ett Ryssland som snabbt höll på att industrialiseras under tsar Nikolaj II av Ryssland, som regerade 1894–1917. Mellan 1801 och 1914 flyttade närmare sju miljoner människor till Sibirien från det Europeiska Ryssland. Mellan 1859 och 1917 migrerade dessutom mer än en halv miljon människor till det ryska Fjärran Östern, dvs. till området i östra Sibirien och mot Stilla havet.  Sibirien har stora naturresurser och kom att bli viktig i den ryska industrialiseringen, vilket ledde till ett flitigt nyttjande av Sibiriens resurser och uppkomsten av ett antal industristäder i regionen.

### 1900-talet
Den 30 juni 1908 inträffade Tunguska-händelsen över tajgan vid floden Steniga Tunguska i guvernementet Jenisejsk i östra Sibirien. Den anses vara den största kända kollisionen mellan jorden och en annan himlakropp under de senaste 100 000 åren och var av allt att döma en stor meteorit – en asteroid eller en komet – med en diameter på någonstans mellan 60 och 1200 meter som ödelade drygt 2 000 km² skogsmark. Ingen krater har återfunnits, men landskapet i nedslagsområdet bär alltjämt spår av händelsen för mer än 100 år sedan.
Under de tidigare årtiondena av Sovjetunionen, särskilt på 1930- och 1940-talet, använde staten systemet Gulag för att placera straffarbetare i Sibirien, något som ersatte tsarväldets katorga-system. Enligt halvofficiella sovjetiska uppskattningar, som inte blev offentliga förrän efter Sovjetunionens upplösning 1991, passerade mer än 14 miljoner människor genom Gulags läger och fängelser, många av dem i Sibirien. Ytterligare mellan sju och åtta miljoner människor deporterades österut. En halv miljon människor (516 841) dog i lägren mellan 1941 och 1943 på grund av matbrist under Andra världskriget. Under andra perioder var dödligheten i lägren betydligt lägre, men kunde fortfarande räknas i tiotusental per år. Många Gulag-läger fanns i avlägsna områden i nordöstra Sibirien, med knapphändiga uppgifter, varför Gulag fortfarande är föremål för både forskning och motstridiga uppgifter beträffande omfattningen. De bäst kända lägren är Sevvostlag (Nordöstra lägren) vid Kolymafloden och Norillag nära ryska gruvstaden Norilsk, där 69 000 fångar fortfarande fanns kvar 1952. Större industristäder i norra Sibirien, till exempel Norilsk och Magadan har utvecklats från läger byggda av fångar.

## Geografi

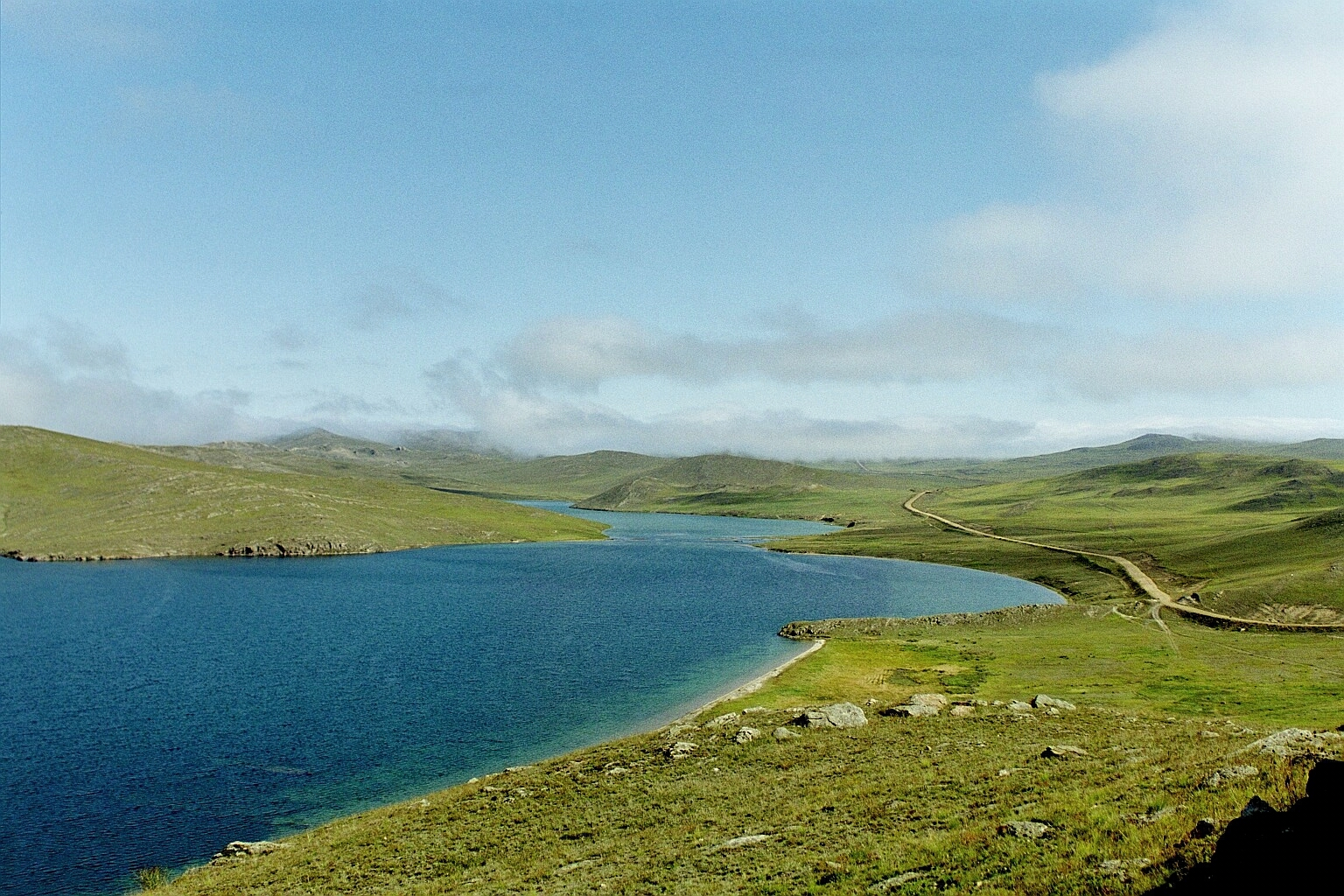
Bajkalsjön i södra Sibirien.

Sibirien avgränsas i väst av Uralbergen, i norr av Norra ishavet, i öst av Stilla havet och Berings hav (enligt en annan uppfattning Verchojanskbergen) och i syd av stäppen och öknarna (främst Gobiöknen) i Kazakstan, Mongoliet och norra Kina, samt i det sistnämnda via floden Amur mot Manchuriet i sydöst.
Sibiriens yta är cirka 13,1 miljoner km². Detta motsvarar 77 procent av hela Ryssland. Skillnaden mellan Sibirien och de västra delarna av Ryssland är enorm, både geografiskt, industriellt och till viss del kulturellt. Endast 10 procent av landet är uppodlat, och majoriteten av dessa agrara områden ligger inom den europeiska delen. Den västsibiriska slätten (Zapadno-sibirskaya Ravnina) öster om Uralbergen är dåligt dränerad och består av några av världens största träskmarker och domineras också av moränlandskap. Viktiga städer i området är Omsk, Novosibirsk, Tomsk och  Tjeljabinsk. Vid gränserna mot Kina och Mongoliet sträcker sig massiva bergskedjor, bland annat Altajbergen, Changajbergen samt lilla och stora Hinggan.
Landskapet i Sibirien genomsyras främst av tundra där vegetationen är skral med främst mossor, lavar, gräs och ljungväxter. I de norra delarna råder permafrost vilket innebär en ständig tjäle i jorden. Något som i sig försvårar bebyggelse. Längre söderut ligger Tajgan, världens största sammanhängande skogsbälte. Detta enorma skogslandskap innehåller främst barrskog.

### Floder
Sibirien genomkorsas av en mängd större och mindre floder.
Större floder i Sibirien:
- Amur
- Ob
- Lena
- Irtysj
- Erlis
- Jenisej
- Nizjnjaja
- Tunguska
- Angdra
- Taz
- Popigaj
- Angara
- Tym
- Olenjok
- Muna
- Aldan
- Maja
- Indigirkafloden
- Janafloden
- Kolymafloden

### Sjöar
Ett antal större sjöar ligger i eller gränsar till Sibirien, bland andra
- Bajkalsjön
- Aralsjön
- Balkasjsjön
- Chanka
- Kaspiska havet

### Klimat
Sibiriens klimat är mycket strängt, vilket gör Sibirien till det troligen kallaste av människor bebodda området i världen. Under vintern utvecklas ett mycket mäktigt högtryck över Sibirien, vars kalla vindar strömmar ut över den asiatiska kontinenten. Det är inte ovanligt att temperaturen sjunker till 40 – 50 minusgrader på vintern, särskilt stränga vintrar är det i inlandet. I den lilla byn Ojmjakon har man uppmätt norra halvklotets lägsta temperatur (–71,2 °C). Somrarna är korta, men på grund av det extremt kontinentala klimatet, relativt varma, och dagstemperaturerna stiger då ofta till över 20 plusgrader. Även i de centrala delarna har temperaturer runt +35 grader uppmätts. Vid ishavskusten håller sig emellertid dygnsmedeltemperaturen under juli runt +4 grader. De varma men korta somrarna räcker på de flesta håll inte till för att ta bort tjälen, och i stora delar av Sibirien råder permafrost. Denna bidrar till att försvåra bebyggelse. När de översta lagren på sommaren tillfälligt tinar upp förvandlas stora arealer till träskmarker. Nederbörden är låg, och det mesta faller under sommaren, men på grund av de låga temperaturerna är avdunstningen vanligen mycket låg.

## Styre och politik

### Administrativ indelning (Ryssland)
Sibirien är ett mycket stort geografiskt område inom vilket det finns många olika folkslag och regionala diversiteter. Därför har Sibirien flera olika typer av administrativa indelningar. Sibirien delas in i ett antal federala distrikt. Dessa är Sibiriska federala distriktet, Uraliska federala distriktet och Sacha, som är en del av Fjärran österns federala distrikt. Dessa delas i sin tur in i federationssubjekt.
Inom dessa distrikt delas även områdena in andra, mindre administrativa områden, krajer, delrepubliker oblaster och okruger. I Sibirien finns:
- 4 krajer
  - Altaj kraj
  - Krasnojarsk kraj
  - Chabarovsk kraj
  - Primorje kraj
- 5 delrepubliker:
  - Altaj
  - Chakassien
  - Tuva
  - Burjatien
  - Sacha
- 13 oblast:
  - Tiumen oblast
  - Sverdlovsk oblast
  - Kurgan oblast
  - Tjeljabinsk oblast
  - Omsk oblast
  - Tomsk oblast
  - Novosibirsk oblast
  - Kemerovo oblast
  - Irkutsk oblast
  - Amur oblast
  - Sachalin oblast
  - Magadan oblast
  - Tjita oblast
- 3 okruger:
  - Tjuktjien
  - Chantien-Mansien
  - Jamalien (Jamalo-Nentsien)

### Självständighetssträvanden

Flagga för Sibirien.

Sibirisk regionalism, för ett autonomt eller helt självständigt Sibirien, är en politisk rörelse som uppstod vid 1800-talets mitt.
Huvudargumentet för en självständig republik är att Sibirien utgör 77 procent av Rysslands yta (13,1 miljoner km2) och har 40 miljoner invånare. Västsibirien har stora tillgångar av olja och naturgas, men beskattningen går direkt till Moskva. Om de företag som utvinner naturresurser istället fick betala skatten till regionen skulle det gynna Sibirien storligen.
Huvudargumentet emot är att Sibirien är glest befolkat och behöver stöd av den ryska federationen, till exempel militärt.
Om de regionalistiska idéerna uppstod under mitten av 1800-talet så nådde de sin höjdpunkt vid de militära aktiviteterna under de antibolsjevikiska ledarna Aleksandr Koltjak och Viktor Pepelyayev vid det Ryska inbördeskriget (1917-1922).
Tanken på en Sibirisk republik väcktes på nytt 1989, vid valen till Sovjetunionens folkkongress, men stillades av ett kompromissförslag, The Siberian Agreement, som gav mer inflytande till de lokala ledarna.
1992 blossade idén upp igen, men kompromissförslaget från 1989 fick alltjämt gälla, med tillägget att om de sibiriska behoven åsidosattes skulle "kraven på en sibirisk republik accelerera"."

## Ekonomi och transporter

### Ekonomi

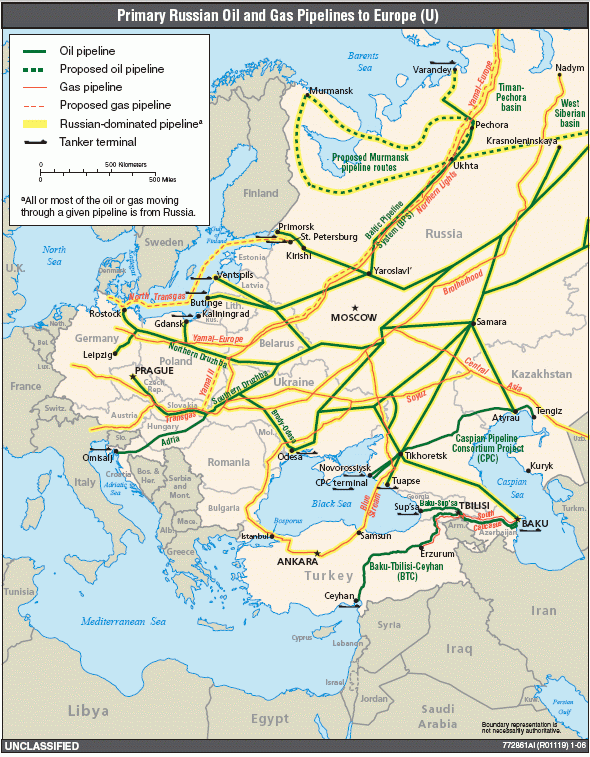
Ryssland försörjer i hög utsträckning Europa med olja och naturgas.

Sibirien är mycket rikt på naturresurser i form av mineraler, med malm av nästan alla efterfrågade metaller. Regionen har några av världens största tillgångar av nickel, guld, bly, kol, molybden, gips, diamanter, diopsid, silver och zink, och även stora mängder ännu outnyttjande tillgångar av olja och naturgas. Ungefär 70 procent av Rysslands oljefält ligger i Chanty-Mansijsk-området. Ryssland har i Sibirien dessutom 40 procent av världens kända nickeltillgångar i Norilsk. Norilsk är världens största producent av nickel och palladium.
Sibiriskt jordbruk begränsas hårt av den korta säsongen för odling i större delen av regionen. Men i sydväst, där jordmånen är god och klimatet något mildare ger podsoljordarna en relativt god skörd av vete, korn, råg och potatis, och stora hjordar av får och nötkreatur kan beta. I andra delar av Sibirien ger de magra podsoljordarna och den extremt korta odlingssäsongen dåliga förutsättningar för jordbruk. Istället gäller renskötsel på tundran, något som skett under åtminstone de senaste 10 000 åren.
Sibirien har världens största skogstillgångar. Timmer är en viktig produkt för området, även om många skogar i öster huggits ut för hårt. Ochotska havet är ett av de två eller tre fiskrikaste områdena i världen på grund av de kalla strömmarna och de stora tidvattenvågorna och Sibirien står för mer än 10 procent av världens fiskproduktion. Emellertid har fisket minskat något efter Sovjetunionens kollaps.

### Transporter
Många städer i norra Sibirien, till exempel huvudstaden i regionen Kamtjatka kraj Petropavlovsk-Kamtjatskij, går inte att nå via vägar. Orsaken är att det i stort sett inte finns något vägnät som förbinder med andra större städer i Ryssland eller Asien.
Sibirien nås vanligen via Transsibiriska järnvägen, som går från Moskva i väster till Vladivostok i öster. Städer som är långt från den transsibiriska järnvägen nås istället med flyg eller via BAM (Bajkal–Amur-järnvägen). Den senare är en järnvägslinje som sträcker sig från Tajsjet vid Transsibiriska järnvägen i centrala Sibirien till Sovjetskaja Gavan vid Stilla havet.

## Demografi

### Religion

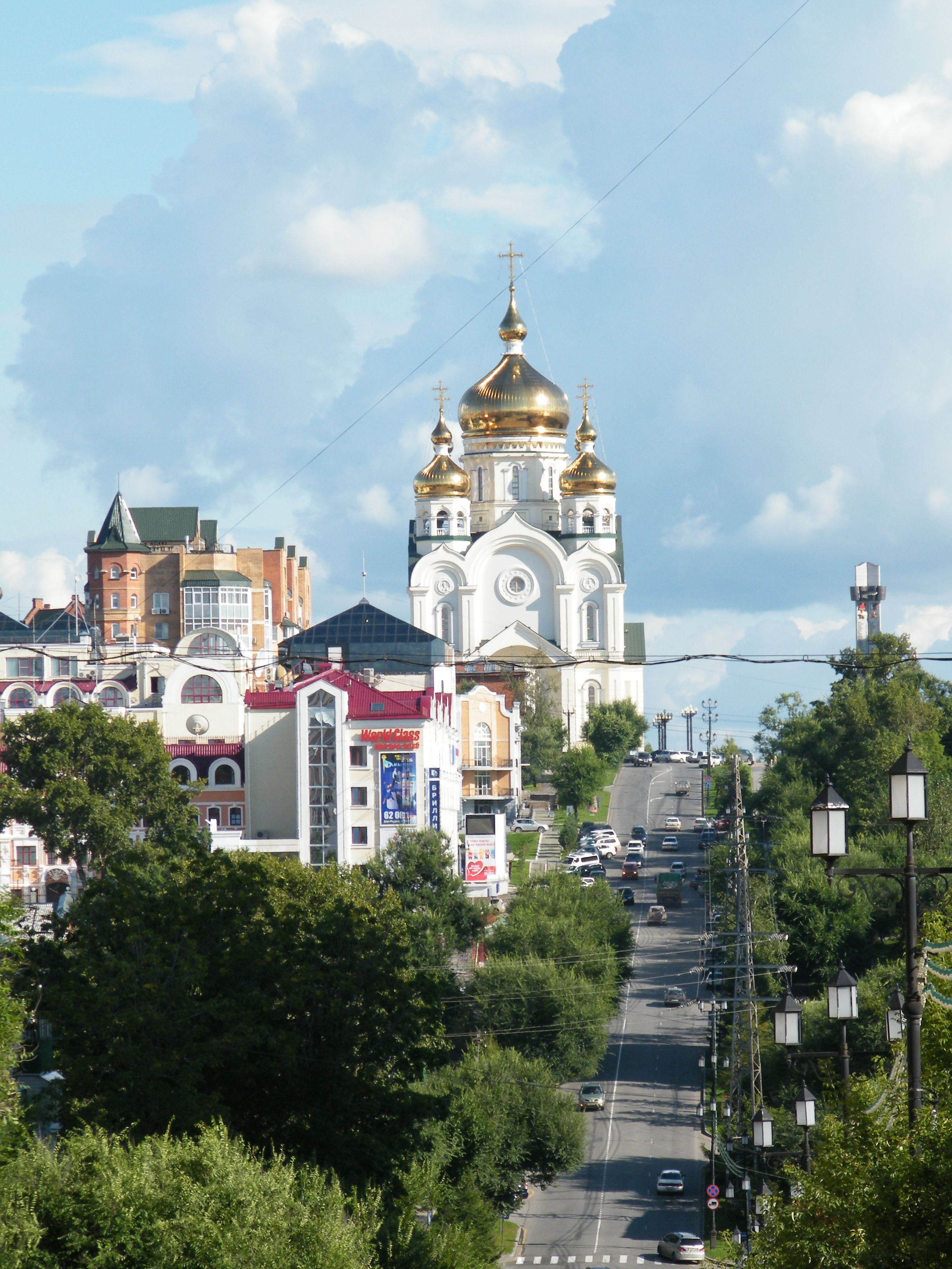
Katedral i Chabarovsk.

Det finns ett stort antal religioner inom Sibirien. I de ryska republikerna Tuva och Burjatien är buddhismen den största religionen. Schamanismen är också fortfarande en del av många människornas liv. Själva ordet schaman kommer antagligen från något av de lokala språken i Sibirien.
Bland vanligt förekommande religioner ska också nämnas ortodox kristendom, tibetansk buddhism och islam. Enbart det Sibiriska federala distriktet har ungefär 250 000 invånare som bekänner sig som muslimer. Uppskattningsvis 70 000 judar lever i Sibirien, varav ett antal i det Judiska autonoma länet (Jevrejskaja avtonomnaja oblast). Rysk-ortodoxa kyrkan har en stark ställning i Sibirien.
Av hävd är Sibirien hemmet för shamanism och polyteism i olika former är också vanlig. Det finns också många lokala gudar i området, som till exempel Ak Ana, Anapel, Bugady Musun, Kara Khan, Khaltesh-Anki, Kini'je, Ku'urkil, Nga, Nu'tenut, Num-Torum, Pon, Pugu, Todote, Toko'yoto, Tomam, Xaya Iccita och Zonget.
En särskilt helig plats i Sibirien utgör Olkhon, en ö i Bajkalsjön.

### Större städer
- Barnaul
- Irkutsk
- Kemerovo
- Krasnojarsk
- Novokuznetsk
- Novosibirsk
- Omsk
- Tomsk
- Tiumen
- Tobolsk

## Kultur

### Mat och dryck

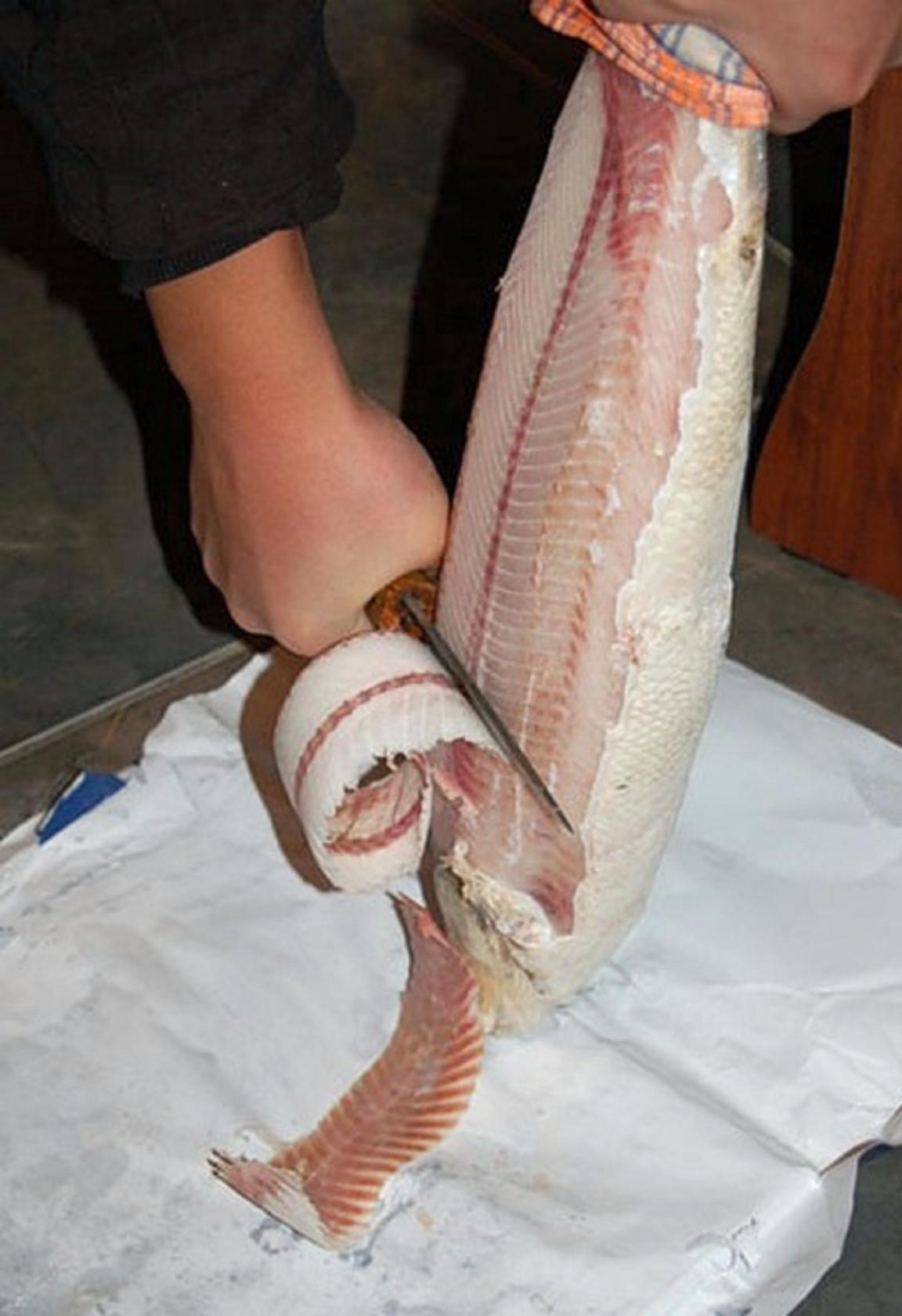
Stroganina bereds från frusen fisk.

Pelmeni kan beskrivas som ett mellanting mellan dimsum (kinesiska pastakuddar) och ravioli och kan räknas som något av nationallrätt i området, ja i hela Ryssland. Pelmenin kan köpas fryst men finns också som speciella pelmeniplattor för snabb tillagning. Högst skattas pelmenin dock bakad av hemgjord pastadeg och färskmalen färs. Pelmenin kom till Ryssland från Kina.
Stroganina är en fiskrätt som är populär bland infödda sibirienbor. Rätten har sin uppkomst bland ursprungsbefolkningen i norra delen av Sibirien och tillagas av tunna skivor rå, frusen fisk. Stroganina är ryska och betyder bokstavligen "rakningar" eller "avhyvlingar". Vid Bajkalsjön omnämns rätten oftare som raskolotka.

### Idrott

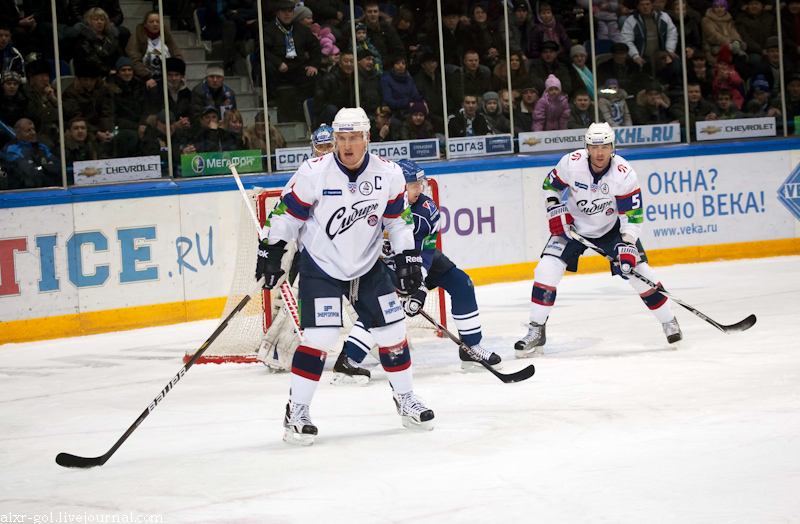
KHL-spel mellan HC Sibir Novosibirsk och HK Amur Chabarovsk.

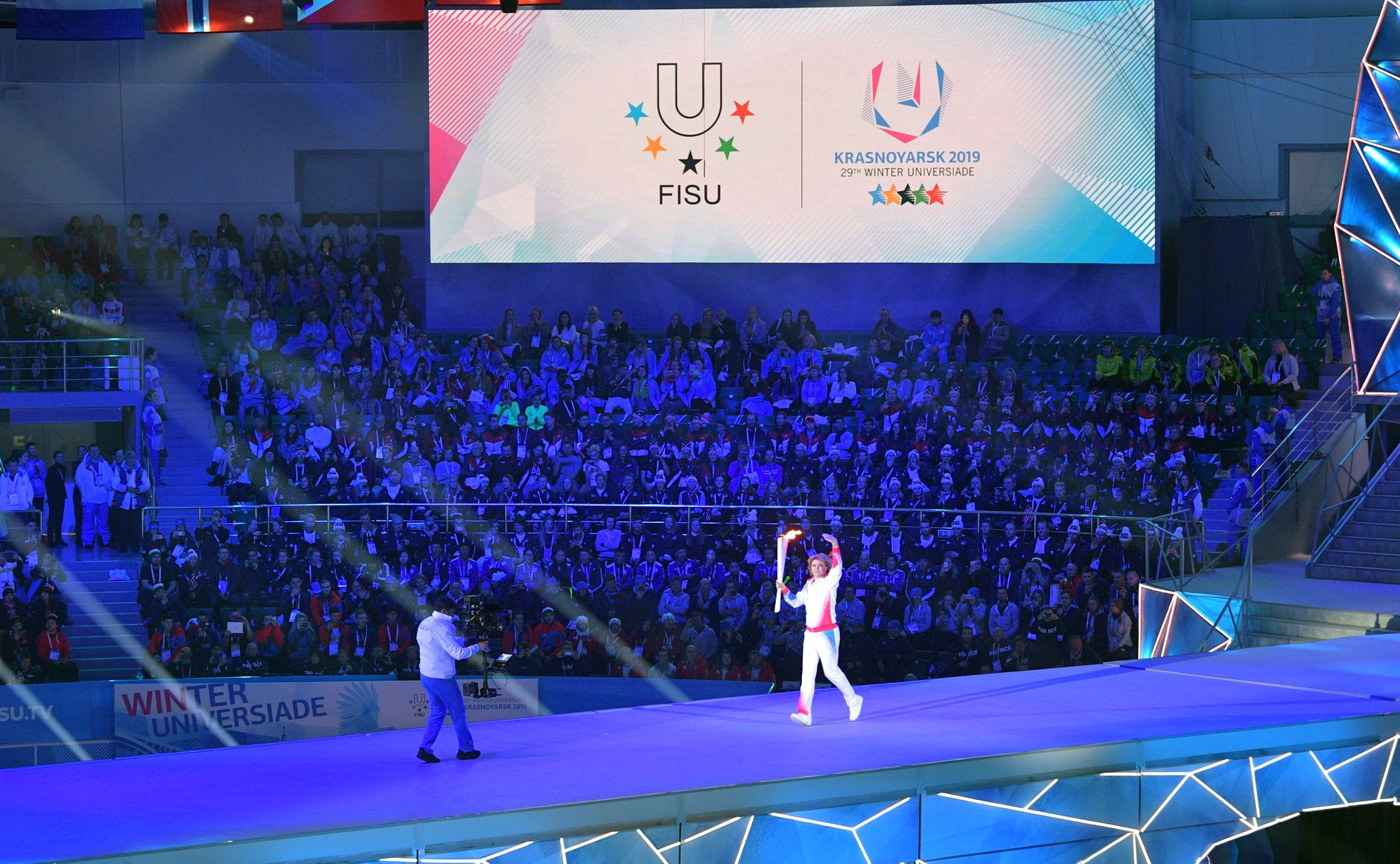
Öppningsceremonin vid 2019 års Vinteruniversiad.

Kända professionella fotbollslag i Sibirien är FC Tom Tomsk, FC Novosibirsk och FK Jenisej Krasnojarsk.
BC Enisey från Krasnojarsk spelar basket i högsta ligan, VTB United League, sedan säsongen 2011–12.
Rysslands tredje mest populära sport bandy. är viktig i Sibirien. 2015-16 blev HK Jenisej Krasnojarsk mästare i den ryska superligan genom att besegra Bajkal Energija från Irkutsk i finalen. Två eller tre sibiriska lag ytterligare, beroende på hur man definierar gränserna, spelar i superligan, såväl mästarna för säsongen 2016-2017 SKA Neftjanik från Chabarovsk som HK Kuzbass från Kemerovo och HK Sibselmasj från Novosibirsk. 2007 fick Kemerovo Rysslands första inomhusarena för bandy. Sedan dess har Chabarovsk fått världens största inomhusarena för bandy, Arena Jerofej. Den var matcharena för Division A i herrarnas bandy-VM 2018. Lagom till VM 2020 (som dock blev inställt) invigdes en inomhusarena för bandy, med en oval för speed skating, i Irkutsk.
Vinteruniversiaden 2019 anordnades i Krasnojarsk.